# Льзи (Новгородская область)
Льзи — деревня в Маловишерском районе Новгородской области России. Входит в состав Веребьинского сельского поселения. Расположена на левом берегу Мсты, на высоте 89 м над уровнем моря. Близ деревни, к северу — база отдыха.

## История
Льзи входили в состав Пожарской волости Крестецкого уезда Новгородской губернии.
Усадьба Льзи в начале XX века принадлежала инженеру Петру Антоновичу Борейше (1835—1904), который был женат на Екатерине Андреевне Саловой (1846—1896), племяннице писателя И. А. Салова.
Усадебный дом находился в 120 метрах от реки Мста. Прямо за ним вдоль реки располагался смешанный парк, в западной оконечности которого существовала берёзовая роща (частично сохранилась). Этот парк был обнесён живой изгородью из сирени с трёх сторон: запада, севера и юга.
Деревянный, оштукатуренный и покрашенный в белый цвет, усадебный дом располагался в центре парка и являлся доминантой местности. Дом имел балкон, обращённый на р. Мсту. Перед парадным входом находились две статуи львов. Перед главным фасадом существовала двухрядная акациевая аллея (частично сохранилась). С двух флангов от дома находились хозяйственные постройки. Справа: кухня, столовая, теплица и конюшня. Слева: дом для прислуги (частично сохранился), погреб, хлебный амбар и скотный двор. Западнее дома, располагалась миниатюрная копия крестьянской избы, по склону к ней вела винтовая песчаная дорожка. Изба была сооружёна специально для игр дочери Петра Антоновича — Марии.
Прямо за усадебным домом находился фонтан, второй фонтан находился чуть западнее дома в березовой роще. Правее от дома, за кухней, находилась сопка с кедрами (сохранилась).
В некоторых домах имения существовал водопровод. Будучи инженером, Борейша рассчитал расположение подземной карстовой реки, и пробурил в неё скважину. Давление воды в реке оказалось настолько велико, что она самотеком поднималась наверх, и питала даже фонтаны. Позже водой была обеспечена и школа на горе. В более позднее время напора в карстовой речке стало не хватать, и для подъёма воды начали использовать помпу.
Судьба семьи Борейше была трагична — единственная дочь Мария Петровна (1876—1896) погибла при невыясненных обстоятельствах, жена Екатерина Андреевна пережила дочь на два месяца. Желая увековечить память дочери, П. А. Борейша оставил завещание — в своём имении открыть женское учебное заведение для учителей начальных школ «для просвещения русских людей и пользы отечеству». В честь погибшей Марии школа должна была называться Мариинской. В 1904 году, согласно завещанию, школа была открыта.
Большое двухэтажное кирпичное здание Мариинской школы было выполнено в новоанглийском стиле, построено на искусственно спланированной террасе склона. Здание школы в 1978 году перешло пионерскому лагерю «Орленок», в 2004 году строение сгорело.
За домом находилась пятнадцатиметровая кирпичная обзорно-водонапорная башня, сооруженная на кирпичной платформе. Башня была выполнена в том же новоанглийском стиле, облицована плоским камнем, имитирующим бутовую кладку, завершают башню зубцы. Внутри башни существовала деревянная винтовая лестница.
За смотровой башней сохранился дом, деревянное одноэтажное здание с элементами наружного декора характерного для конца XIX века. В этом доме жил священник — настоятель Екатерининской церкви являвшийся также директором Мариинской школы. Данная постройка, вероятнее всего, выполнена по проекту известного в то время архитектора Г. В. Барановского.
Храм в д. Льзи в честь св. великомученицы Екатерины был построен предположительно после смерти брата Екатерины Андреевны — Александра Салова в качестве семейного некрополя. У Александра Салова остались сын Александр и две дочери — Екатерина и Клеопатра, воспитывать которую стала её тетка Екатерина Андреевна. Часть имения Льзи, впоследствии было передано в качестве приданого Клеопатре Александровне Саловой (1880—1928), вышедшей замуж за Виктора Петровича Обнинского (1867—1916).
По одной из версий известный инженер путеец Борейша, Пётр Антонович, а также его дочь и жена, были похоронены в усыпальнице храма в честь св. великомученицы Екатерины.
После Октябрьского переворота семейный склеп был разорён. В 1927 году гробницы были осквернены в поисках спрятанных драгоценностей, при этом останки покойных не сохранились, по одной из версии, возможно их перезахоронили в д. Веребье.
Во время Великой Отечественной войны недалеко от Льзи размещался командирский наблюдательский пункт, с которого наблюдали за обстановкой на близлежащей железнодорожной станции Мстинский Мост.

## Население
| 2010 |
| ---- |
| 13   |

## Достопримечательности
- Храм в честь св. великомученицы Екатерины. Из Новгородских епархиальных ведомостей следует что, 31 марта 1887 года жене инженера, действительного статского советника Екатерине Борейша разрешена постройка новой каменной церкви, на её средства и на её земле, в 100 саженях от принадлежащей ей усадьбы, находящейся в Крестецком уезде, в д. Льзи. Церковь была построена в русском стиле, часто применявшемся с 1-й четверти XIX века. Росписи были выполнены в темно-зеленых тонах с использованием византийских орнаментов, плетёнок и восьмиконечных звезд. Встречаются элементы золочёной росписи в верхнем поясе потолочного свода. В храме сохранились мозаичные полы с орнаментами восьмиконечных звезд на полу прихода и притвора. Из паспорта на памятник культуры известно, что в советское время строение было разделено на два этажа. Оба этажа использовались под складские помещения. В архитектуре храма имеет место применение элементов, являющихся изделиями металлического завода Франца Карловича Сан-Галли. Часовня (вход в некрополь) полностью отлита на заводе в Петербурге, о чём свидетельствуют клейма на пилястрах. Можно предположить, что и металлические двери, и изящного рисунка кованые решетки на окнах также были выполнены на заводе Сан-Галли.
- Оставшиеся строения бывшей усадьбы Саловых — Борейши[4].

## Происшествия
В 2005 году произошел конфликт между группой жителей из Санкт-Петербурга, вооружённых огнестрельным и холодным оружием, входе столкновения были убитые и раненые.